# Drávasztára
Drávasztára (kroatisch Starin) ist eine ungarische Gemeinde im Kreis Sellye im Komitat Baranya.  Fast die Hälfte der Bewohner zählt zur Volksgruppe der Kroaten.

## Geografische Lage
Drávasztára liegt sechs Kilometer südwestlich der Stadt Sellye und ein Kilometer nördlich des Flusses Drau, der die Grenze zu Kroatien bildet. Nachbargemeinden sind Drávaiványi, Drávakeresztúr und Zaláta.

## Geschichte
Im Jahr 1907 gab es in der damaligen Kleingemeinde 140 Häuser und 1097 Einwohner auf einer Fläche von 2809 Katastraljochen. Sie gehörte zu dieser Zeit zum Bezirk Szigetvár im Komitat Somogy.

## Söhne und Töchter der Gemeinde
- József Matoricz (* 1959), Schauspieler

## Sehenswürdigkeiten
- Kroatischer Gedenkraum (Horvát emlékszoba)
- Marienstatue
- Römisch-katholische Kirche Nepomuki Szent János, erbaut 1948
- Römisch-katholische Kapelle Szűz Mária, erbaut im 19. Jahrhundert
- Schiffsausflüge auf der Drau
- Traditionelles Tamburica-Orchester

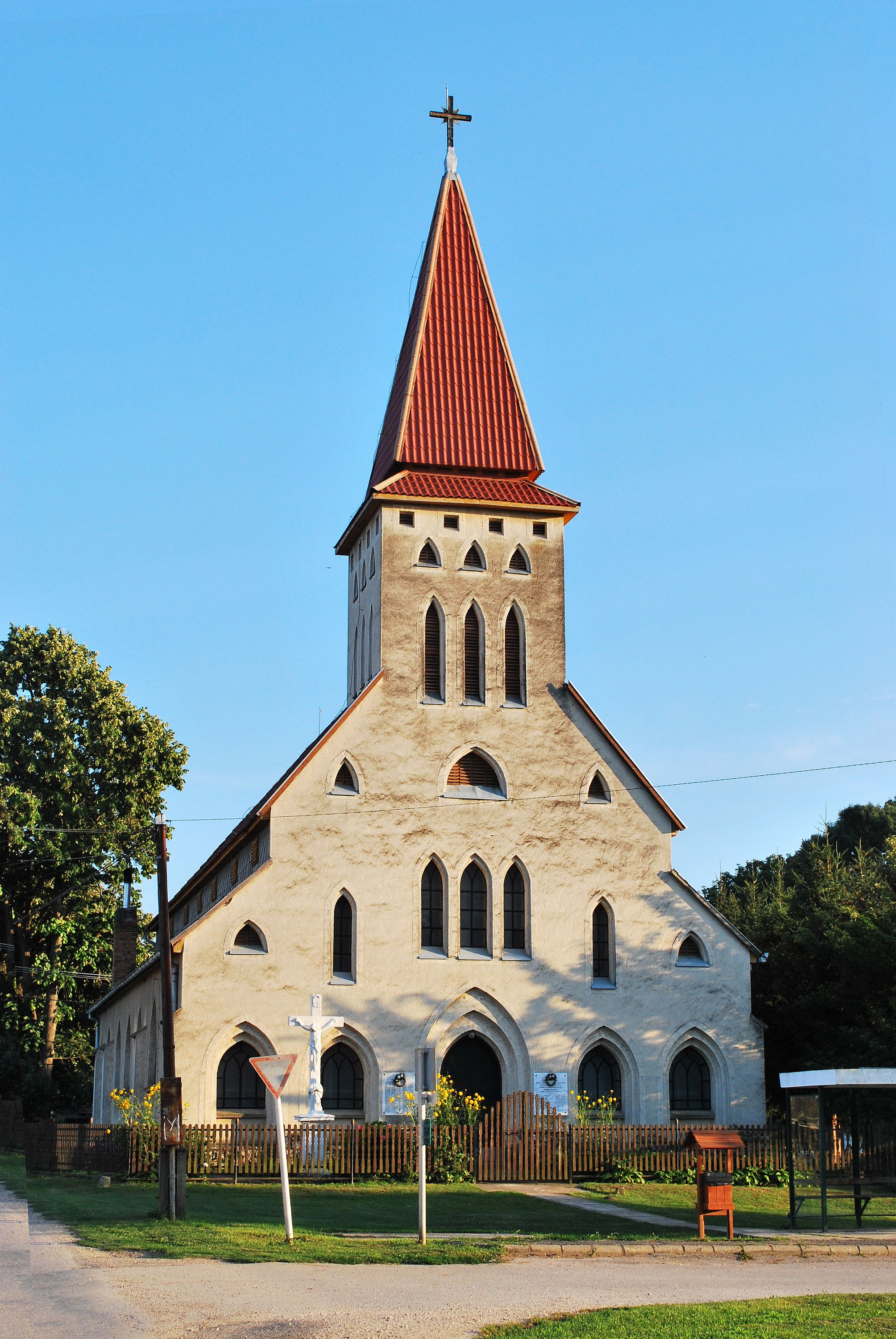
Röm.-kath. Kirche Nepomuki Szent János
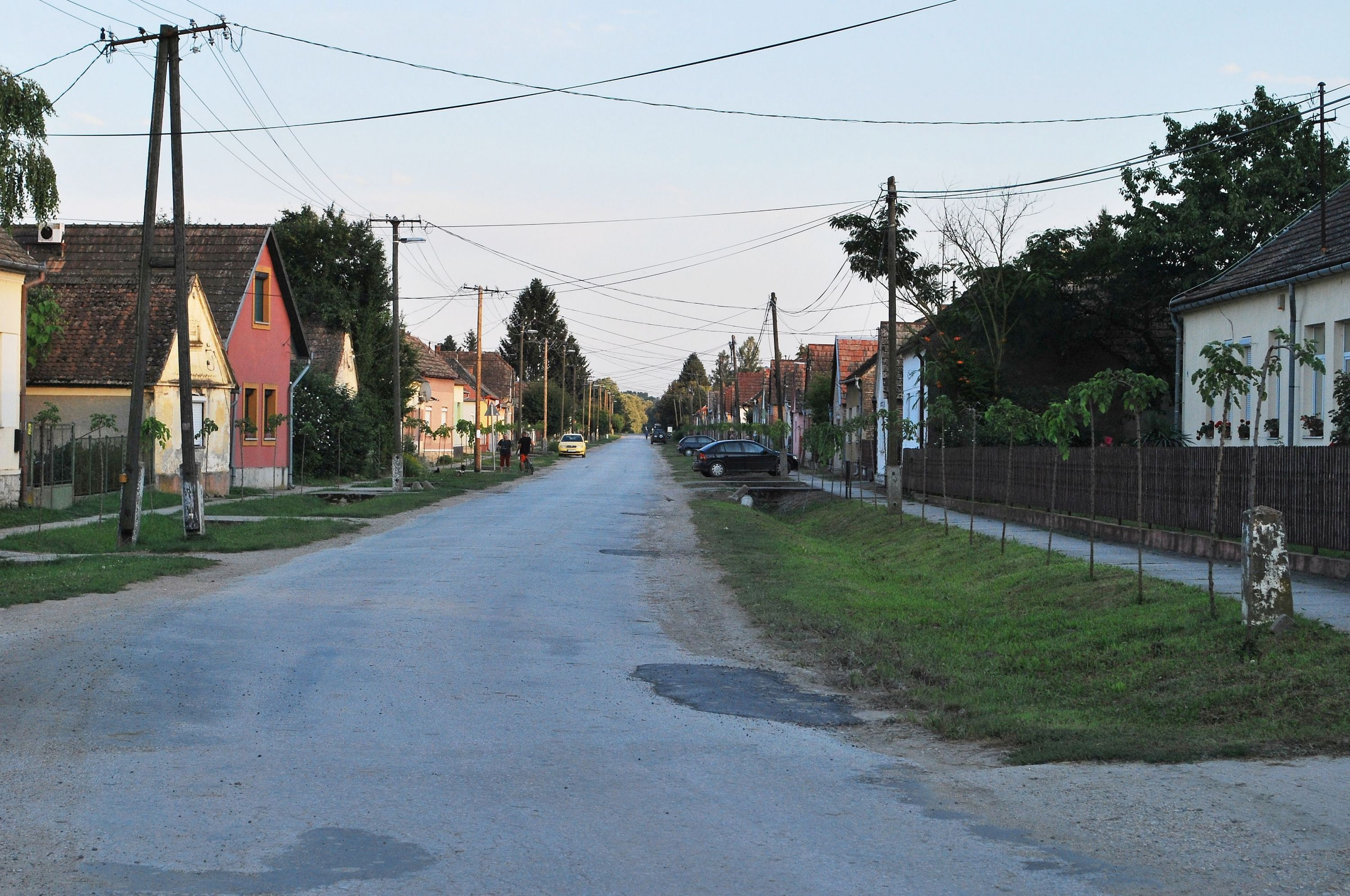
Straße (Zrínyi utca)
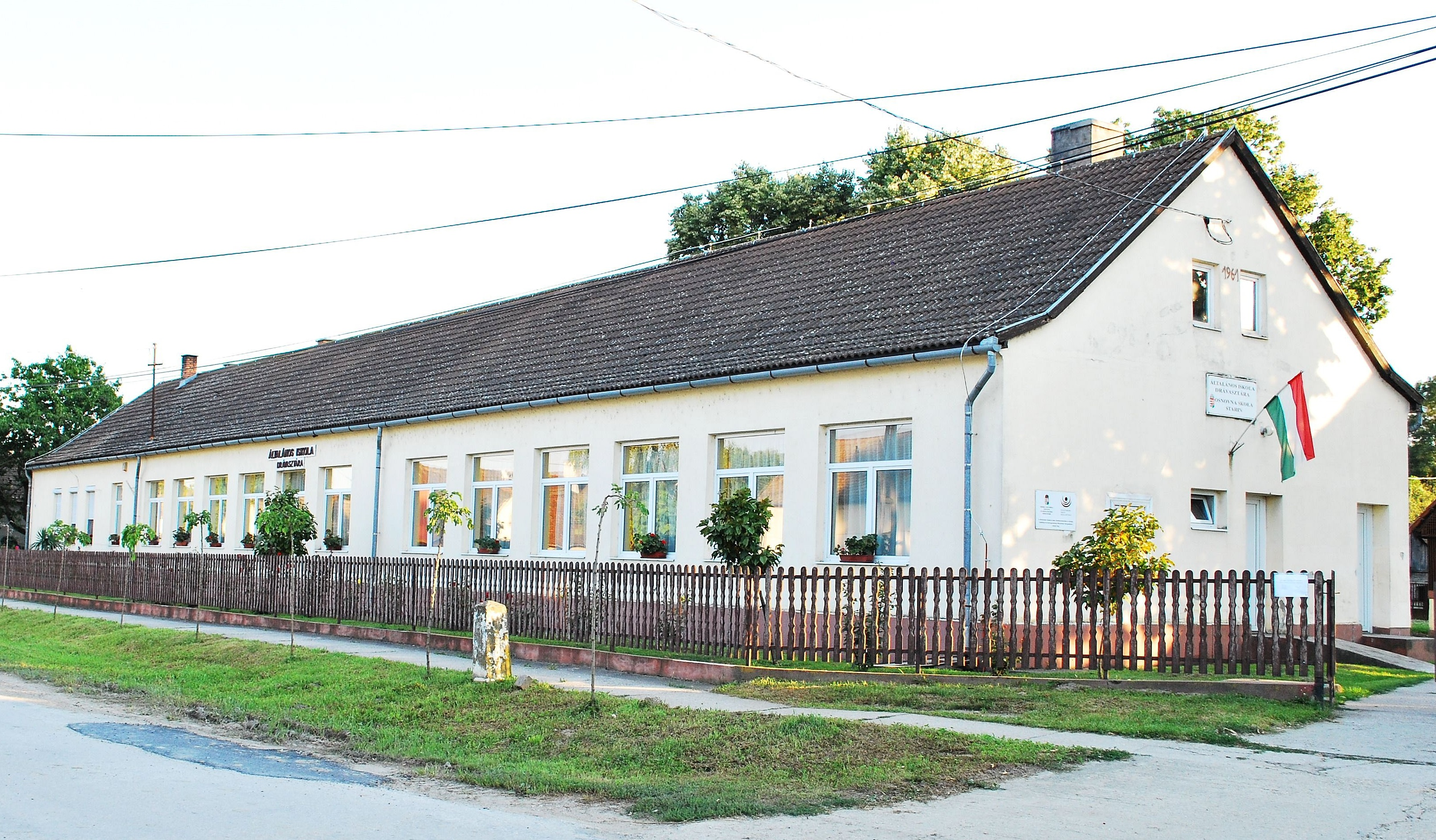
Grundschule

## Verkehr
Durch Drávasztára verläuft die Landstraße Nr. 5821. Es bestehen Busverbindungen über Drávaiványi nach Sellye, wo sich der nächstgelegene Bahnhof befindet.